# Suró
Suró és un llogaret de 2 habitants pertanyent al municipi de Talavera (Segarra). Està situat a la part occidental del terme municipal, a la vora del tossal homònim, que separa les conques del Cercavins i del riu Corb.
Del lloc destaca l'antiga casa senyorial de Cal Joanet, construïda al segle xvi.